# Villa romana di La Olmeda
La villa romana di La Olmeda è una villa romana del IV secolo i cui resti sono stati scoperti nel 1968 nel comune di Pedrosa de la Vega, in provincia di Palencia (comunità di Castiglia e León in Spagna). Nel 1996 è stato dichiarato sito di interesse culturale dalla giunta di Castiglia e Leòn. Il Museo monografico della villa si trova nel vicino comune di Saldaña.

## Descrizione

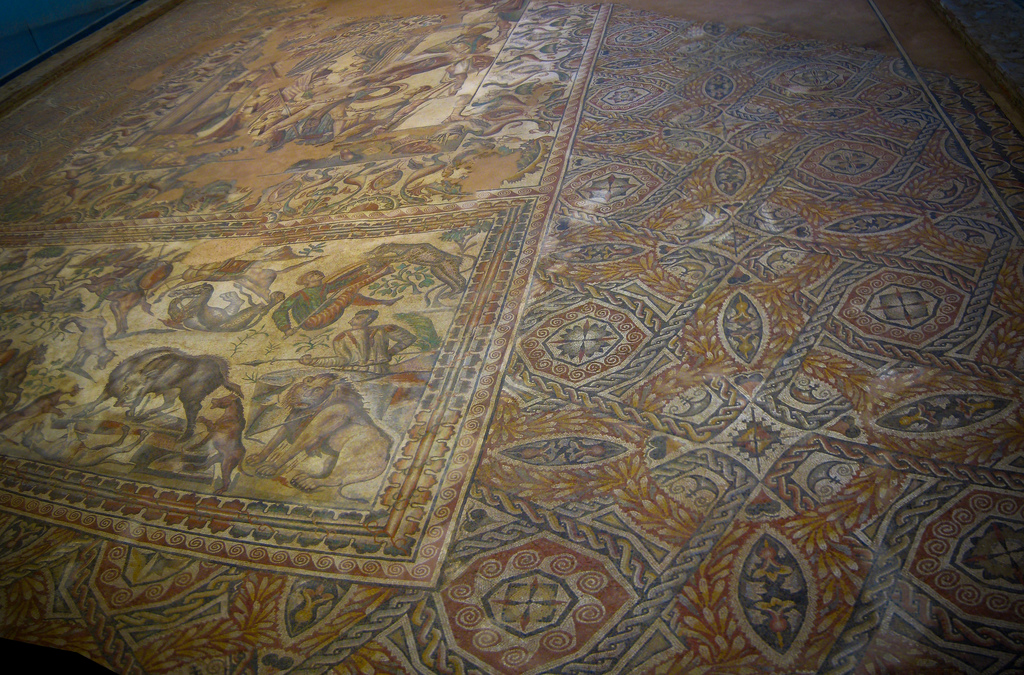
Mosaico dell'oecus della villa

L'edificio antico consiste in un complesso di pianta quadrata, con torri agli angoli, nel quale diversi ambienti, con pavimenti a mosaico, si dispongono intorno ad un peristilio centrale.
La sua superficie totale è di 4.400 m2, con 1.416 m2 di mosaici.
La facciata principale, sul lato meridionale, è fiancheggiata da due torri ottagonali. Un vestibolo, con pavimento a mosaico a decorazione geometrica, si apre per mezzo di due colonne su uno dei bracci del peristilio, anch'esso pavimentato con un mosaico a decorazione geometrica
Sul lato orientale si apre l'ambiente principale, un oecus (salone) di 175 m2, che conserva un mosaico con l'episodio di Ulisse a Sciro, circondato da una serie di ritratti, forse dei proprietari della villa, e una scena di caccia. L'oecus è fiancheggiato da un cubicolo (camera da letto), preceduto da un vestibolo, da una piccola sala da pranzo con abside e da altri ambienti.

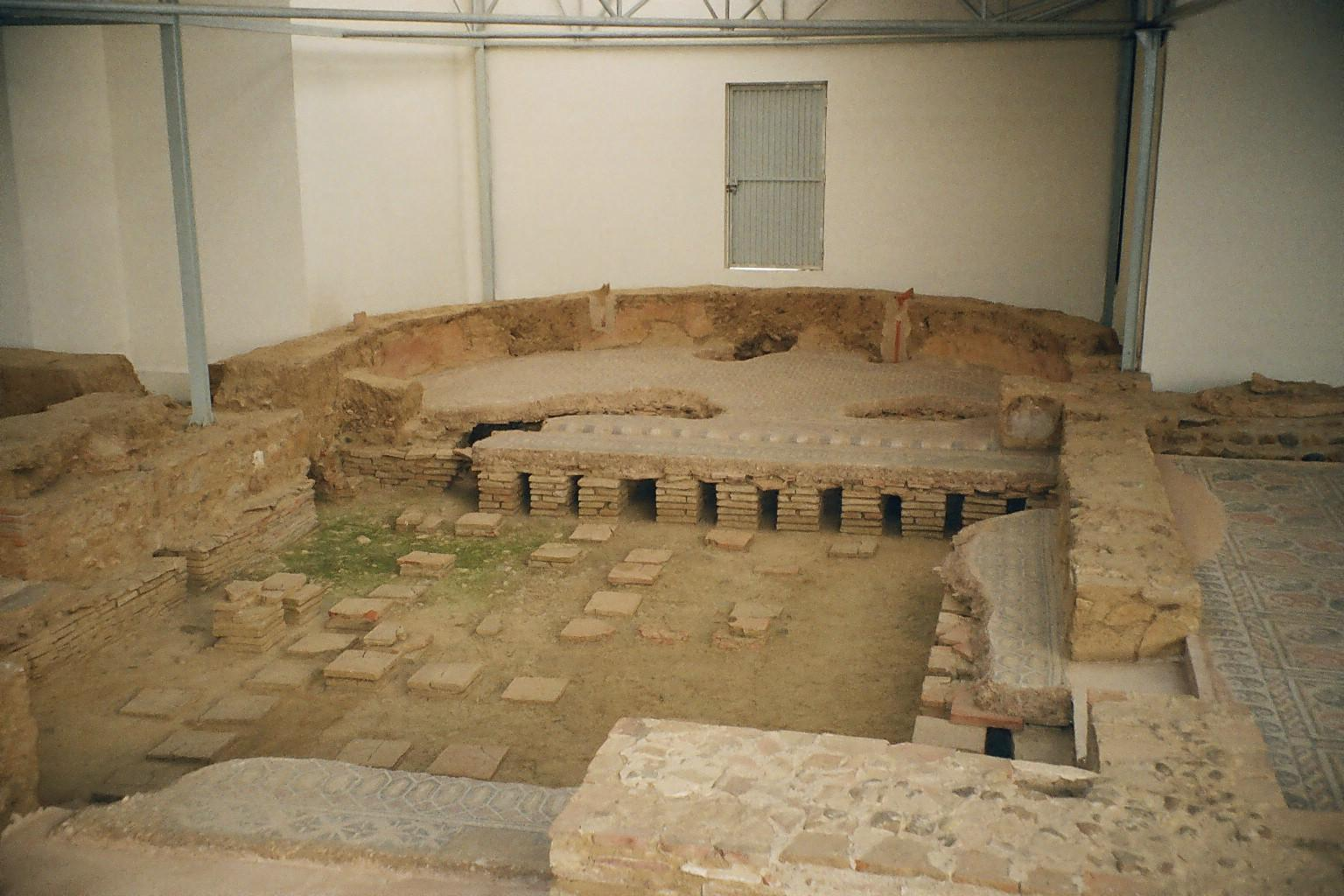
Ambiente absidato con ipocausto nel settore termale della villa

Sull'opposto lato occidentale si apre la sala da pranzo principale, con abside terminale, fiancheggiata da altri ambienti di rappresentanza.
Su questo lato si trova anche il complesso termale, staccato dal corpo principale. Gli ambienti sono organizzati ai lati del largo corridoio che costituisce il collegamento con il corpo principale: a sud si trova una sala con pianta circolare in cui si iscrive un quadrato, riscaldata e circondata da ambienti più piccoli; a nord si trova una grande sala a pianta quadrata, con angoli curvilinei, con banchi lungo le pareti, interpretata come apodyterium (spogliatoio) intorno alla quale si dispongono gli altri ambienti termali, tra cui una latrina e un ambiente a pianta trilobata.
Nei pressi dell'edificio principale sono state scavate delle necropoli, i cui reperti insieme a quelli rinvenuti nella villa, sono conservati nel Museo monografico della villa, nel vicino comune di Saldaña.

## Storia degli scavi
La villa fu scoperta nel 1968 da Javier Cortes Àlvarez de Miranda in un terreno di sua proprietà e fu scavata e protetta a sue spese e donata alla deputazione di Palencia nel 1980.  Nel 1984 vennero inaugurato il sito archeologico, con una nuova copertura a protezione, e il museo di Saldaña. Con la prosecuzione degli scavi, nel 2004 sono state aperte al pubblico anche le terme della villa. Dopo la realizzazione di una nuova copertura la villa è stata nuovamente riaperta al pubblico nel 2009.